# Детектор дима
Детектор дима је уређај који детектује дим и укључује аларм. Детектори дима упозоравају људе унутар опсега слуха, неки су спојени на безбедностни систем па чим детектују дим обавештају хитне службе.